# Волостные училища
Волостные училища — начальные школы в России в XIX веке, готовившие писарей для палат государственных имуществ и для сельских управлений. Учреждены в 1830 году. Содержались за счет особого сбора с государственных и удельных крестьян. Волостные училища числились в ведомстве приказов общественного призрения, в них было до 10 % крестьянских детей (мальчиков) школьного возраста, которых обучали чтению, письму и канцелярскому делу. В 1860-е годы, согласно новому положению о государственных и удельных крестьянах, сборы на училища стали необязательными. Волостные училища лишились источника финансирования и почти повсеместно прекратили свое существование.